# 回到愛以前
《回到愛以前》，是2013年三立華人電視劇週日十點檔系列的第三十一部作品，是三立華劇第一部穿越劇。由三立電視製作。由姚元浩、魏蔓、王思平、陳乃榮、楊鎮領銜主演。於2013年10月12日開鏡，2014年3月8日殺青，台視於2013年11月3日晚上10點首播，台視於2014年3月30日播出最終回，全劇共22集。三立都會台於2013年11月9日晚上10點播出，東森戲劇台於2013年11月10日晚上8點30分播出。接檔《真愛黑白配》。劇末播出幕後花絮《倒轉時間遇上愛》播放漏網鏡頭。

## 概要
徐海琳是一位芭蕾舞者，因緣巧合救了富少陸希唯，兩人相戀多年後訂婚，然而一場意外陸希唯為了救未婚妻徐海琳，意外失去生命，徐海琳難過之際自殺，卻遇上時間之神得到重返過去時空的機會，為了愛情，她失去跳舞天賦，成為一個為生活辛勤奔波的平凡女孩，而在新的時間軸中陸希唯竟愛上她同父異母的姊姊徐又熙

## 播出時間

### 首播
| 頻道              | 所在地              | 播映日期       | 播出時間                 |
| ----------------- | ------------------- | -------------- | ------------------------ |
| 台視主頻 台視HD台 | 臺灣                | 2013年11月3日  | 每週日 22:00-23:30       |
| 三立都會台        | 臺灣                | 2013年11月9日  | 每週六 22:00-23:30       |
| 東森戲劇台        | 臺灣                | 2013年11月10日 | 每週日 20:30-22:00       |
| 三立戲劇台        | 臺灣                | 2015年8月2日   | 每週日 18:00-19:30       |
| Astro雙星         | 马来西亚            | 2014年4月21日  | 每週一至週五 22:30-23:30 |
| dimsum            | 马来西亚 · 新加坡 · | 2020年5月21日  | 全集上架                 |
| 星和都會台        | 新加坡              | 2014年4月26日  | 每週六 20:00-21:30       |
| 煲劇1台           | 香港                | 2014年7月23日  | 每週一至週五 14:00-14:45 |
| 高清翡翠台        | 香港                | 2015年7月12日  | 每週六至週日 11:00-13:00 |
| J5                | 香港                | 2017年3月2日   | 每週一至週五 07:00-08:00 |

### 重播
| 頻道              | 所在地   | 播映日期                    | 播出時間                              |
| ----------------- | -------- | --------------------------- | ------------------------------------- |
| 台視主頻 台視HD台 | 臺灣     | 2013年11月10日              | 每週日 12:30-14:00                    |
| 三立都會台        | 臺灣     | 2013年11月16日              | 每週六 15:00-16:30                    |
| 東森戲劇台        | 臺灣     | 2013年11月11日              | 每週一 00:00-01:30                    |
| 東森戲劇台        | 臺灣     | 2013年11月17日              | 每週日 19:00-20:30                    |
| 三立戲劇台        | 臺灣     | 2015年8月8日 （至1月2日）   | 每週六 06:00-07:30                    |
| 三立戲劇台        | 臺灣     | 2015年8月8日 （至1月2日）   | 每週六 12:00-13:30                    |
| 三立戲劇台        | 臺灣     | 2018年6月3日 （至10月28日） | 每週日 22:30 - 24:00                  |
| 三立戲劇台        | 臺灣     | 2018年6月9日 （至11月3日）  | 每週六 02:30 - 04:00                  |
| 三立戲劇台        | 臺灣     | 2018年6月9日 （至11月3日）  | 每週六 06:30 - 08:00                  |
| 三立戲劇台        | 臺灣     | 2018年6月9日 （至11月3日）  | 每週六 16:30 - 18:00                  |
| Astro雙星         | 马来西亚 | 2014年4月22日               | 每週一至週五 21:30-22:30              |
| Astro雙星         | 马来西亚 | 2014年4月26日               | 每週六 13:30-17:30 （一星期完整重播） |
| 星和都會台        | 新加坡   | 2014年5月3日                | 每週六 14:30-16:00                    |
| 煲劇1台           | 香港     | 2014年7月23日 （至8月1日）  | 每週一至週五 19:00-20:00              |
| 煲劇1台           | 香港     | 2014年8月4日                | 每週一至週五 18:00-18:45              |
| 煲劇1台           | 香港     | 2014年8月4日                | 每週一至週五 21:00-22:00              |
| 高清翡翠台        | 香港     | 2015年7月12日               | 每週六至週日 23:55-02:00              |
| J5                | 香港     | 2017年3月2日                | 每週一至週五 18:00-19:00              |
| J5                | 香港     | 2017年3月3日                | 每週二至週六 01:30-02:30              |

## 演員列表

### 主要演員
| 演員   | 角色              | 粵配   | 介紹 | 登場集數   |
| 姚元浩 | 陸希唯 （Jasper） | 簡懷甄 | 陸氏集團的繼承人，徐海琳的丈夫，陸百峰的侄子、陸大器的孫子，徐又熙同父異母的妹婿，徐振基、方若梅的女婿。為人處事利落直率。在他人眼中，希唯是含著金湯匙出生的富三代，擁有別人夢寐以求的一切。因集團文物展的火災，與海琳相識且相戀了五年，卻在車禍中失去性命。由於海琳為了救他選擇犧牲，而回到五年前，這次因誤以為徐又熙從火場中救了自己，而與又熙交往。但在因緣際會下再一次喜歡上海琳，經他努力追求後兩人重新交往，卻再次發生車禍，為了挽回海琳的性命，希唯也付出了最珍貴的東西。雖然發現是又熙導致第二世的車禍，仍決定捐骨髓幫助她，卻在手術後意外昏迷。清醒後，在兩人常相遇的公園答應了海琳的求婚，也原諒向凱做過的事。前往結婚禮堂的路上，兩人又再次發生意外，這次，希唯用20年的青春換取與海琳相愛一輩子的機會。 | 全劇       |
| 魏蔓   | 徐海琳            | 姜嘉蕾 | 3月20號生,雙魚座。徐振基、方若梅的女兒，陸百峰的侄媳婦，陸大器的孫媳婦，徐又熙同父異母的妹妹，王惠美的繼女，陸希唯的妻子，陸向凱的堂嫂。善良體貼溫柔都可以從她的身上看到。在某次的火場意外中，海琳救了希唯，兩人就此相戀，也因為對芭蕾的天賦與熱情，讓她成了國際芭蕾舞女伶。但沒想到五年後，陸希唯卻因為車禍意外而死去，為了拯救最愛的男人，她付出了自己最珍貴的東西，選擇回到五年前，從火場再一次救出希唯後黯然離去。當海琳在方啟翔的鼓勵下，決定為自己再勇敢一次時，卻與希唯再次發生車禍，但這次她失去了對希唯的記憶。在知道是徐又熙破壞煞車才導致第二世的車禍後，她原諒了又熙。最終看著昏迷不醒的希唯，才意識到自己雖然失憶，卻仍深愛著對方。於是在希唯醒來後，她主動向希唯求婚，也順利和希唯結婚。             | 全劇       |
| 王思平 | 徐又熙            | 鄭家蕙 | 徐振基、王惠美的女兒，徐海琳同父異母的姐姐，方若梅的繼女，陸希唯同父異母的大姨子。為人喜歡耍心機，跳舞的天賦不如私生女妹妹海琳所以特別討厭她。因為海琳的犧牲，又熙得到了一個完勝的機會，她遞補名額成為國際芭蕾舞女伶，並得到了陸希唯，卻欺騙希唯是她從火場中所救。但在陸向凱的挑撥離間下，向希唯戳破了她的謊言。為了讓海琳永遠離開希唯，假好意想送她去瑞士醫腳，也承認是自己破壞煞車，才導致海琳與希唯發生第二世的車禍。後因罹患急性白血病，加上看到希唯因捐贈骨髓昏迷不醒，而對自己做過的事深感懊悔，並真誠的跟海琳道歉，最後邀請向凱當希唯和海琳的婚紗攝影師。 | 1-13,15-22 |
| 陳乃榮 | 方啟翔            | 陳健豪 | 28歲，知名工業設計師，具有高超的設計天賦，在學生時代就深受業界人士青睞，得過不少獎項。為人傲氣，喜歡擺架子。原先拒絕但後期則被感動，而願意接受海琳提出的合作邀請。很關心海琳，並漸漸喜歡上她，為了讓海琳快樂而決定成全她和希唯。唯一知道海琳與希唯有過一段不可思議經歷的人。 | 4-15,17-22 |
| 楊鎮   | 陸向凱            |        | 27歲，陸氏集團的接班人選之一，陸希唯的堂弟，徐海琳的堂小叔。個性玩世不恭。由於父親百峰在陸氏長期未受爺爺的重用，因不想一輩子都和父親一樣遭人看輕，而決定回國與希唯爭奪。喜歡又熙，為了讓希唯離開又熙，不惜戳破她極力隱瞞的謊言。甚至私下與對手公司的董事長合作，企圖破壞希唯建立的品牌形象。後被希唯趕回美國，並成為自由攝影師，最終回時被又熙找回，擔任希唯和海琳的婚紗攝影師以及伴郎。 | 7-16,22    |

### 其他演員
| 演員   | 角色            | 粵配   | 介紹                                                                                           | 登場集數                  |
| 王家梁 | 鄭亞力 （Alex） | 何家裕 | 希唯特助。個性善良，對希唯忠心耿耿，真心將希唯視為唯一的主子。喜歡菲菲。                       | 2-12,14-22                |
| 傅雷   | 徐振基          |        | 55歲，某大學萬年副教授，海琳、又熙的父親，王惠美的丈夫，方若梅的納妾，陸希唯的岳父。           | 1-3,11,15-18,20,22        |
| 林秀君 | 王惠美          | 王夢華 | 50歲，徐振基的正室，又熙的母親，海琳的繼母。                                                   | 1-3,5-7,10-11,13,16,20-22 |
| 陳若萍 | 方若梅          | 王慧珠 | 徐振基的二房，海琳的母親，陸希唯的岳母，又熙的繼母。                                           | 1-3,7-12,15-18,20,22      |
| 張熙恩 | 劉菲菲          | 顧詠雪 | 海琳的好姊妹，Tornado行銷企劃專員，後成為Plus Team成員。喜歡亞力。                             | 2-12,14-20,22             |
| 陳志強 |                 |        | 吳總經理 （David）Buffalo的總經理，私下與向凱合作，抄襲Tornado的品牌車，後來被海琳與希唯揭發。 | 11，13-14,15,17-22        |
| 許騰方 | Tony            |        | 30歲，Tornado行銷企劃專員，後成為Plus Team成員。                                               | 2-6,8-12,14-16            |
| 梅賢治 | 小Q             | 張振熙 | 19歲，Tornado資訊部員工，電腦高手，Plus Team成員，非常崇拜方啟翔。                             | 2-6,8-12,14-19,22         |
| 姚黛瑋 | 喬琪            | 馮詠恩 | 42歲，Tornado業務一組的組長。                                                                  | 2-6,8-12,14-19,22         |
| 乾德門 | 陸大器          |        | 陸氏集團董事長。陸家大家長，百峰的爸爸，希唯與向凱的爺爺，海琳的祖翁。                         | 4,6-8,11-14,16,22         |

### 客串演出
| 演員   | 角色              | 介紹 | 登場集數       |
| 管謹宗 | 陸百峰            | 54歲，陸家二兒子，向凱的爸爸，希唯的叔叔，海琳的叔父。 | 1,5,8,13-14,16 |
| 吳昆達 | 奇幻智者 （回伯） | 歲數不詳，是一個來自異世界的智者。平時總在人世間的道路上漫遊，對心被傷透的人有惻隱之心，並會在生與死的交界给予將死之人『再活一次』的機會，但必須以『最珍貴的東西』作為交換。最終被海琳和希唯堅定不移的愛所感動，而給了他們第二次，也是最後一次的機會。 | 1,17,22        |
| 魏文良 | 王主任            | 向Tornado訂購了八十輛單車並聲稱將會用於市府的單車活動上，事後卻指Tornado代工生產的單車出現煞車問題導致活動上有參加者受傷。希唯暗中展開調查，事後揭發他謊話連篇，實際上是他暗中把Tornado的單車私藏，在活動上所用到的單車並非Tornado代工生產。           | 2-3,8          |
| 劉珈瑄 | 妙妙              | 跟海琳學習芭蕾舞的學生，知道啟翔的過去。 | 5,8            |
| 陳幼芳 | 林玉華            | 50歲，百峰的妻子，向凱的母親，希唯的嬸嬸，海琳的叔母。 | 5,8            |
| 李依瑾 | 王羽姍            | 方啟翔深愛的前女友，及後出現在啟翔的回憶裡。因其在芭蕾舞比賽會場氣喘病發，未及時服藥，送到醫院後救治無效去世，讓啟翔受到打擊而不願意再碰任何設計。 | 7              |
| 高廷宇 | Jason             | 關鍵記者 | 10             |

## 電視劇歌曲
| 曲別   | 歌名             | 演唱者         | 作詞           | 作曲   |
| 片頭曲 | 美麗             | 王大文         | 王大文         | 王大文 |
| 片尾曲 | 分手後不要做朋友 | 梁文音         | 黃婷           | 陳韋伶 |
| 插曲   | 再遇見           | 蘇打綠         | 吳青峰         | 吳青峰 |
| 插曲   | 獨處的時候       | 蘇打綠         | 吳青峰         | 吳青峰 |
| 插曲   | 練習愛情         | 王大文、陳芳語 | 徐世珍、吳輝褔 | 王大文 |
| 插曲   | 你好             | 王大文         | 葛大為、王大文 | 王大文 |
| 插曲   | 酸雨             | 王大文         | 葛大為、王大文 | 王大文 |
| 插曲   | 不要撤退         | 黃美珍         | 張孟晚         | 陳儀芬 |

## 收視率

### 台視週日首播收視率
| 播出日期       | 集數       | 標題                     | 平均收視 | 排名 | 幕後花絮《倒轉時間遇上愛》平均收視 | 備註                      |
| -------------- | ---------- | ------------------------ | -------- | ---- | ---------------------------------- | ------------------------- |
| 2013年11月3日  | 1          | Bliss，回到愛以前        | 0.86     | 3    |                                    | 每週日晚上10點首播        |
| 2013年11月10日 | 2          | 第二世的愛，更愛         | 1.04     | 1    |                                    |                           |
| 2013年11月17日 | 3          | 我相信我的員工！         | 1.35     | 1    |                                    |                           |
| 2013年11月24日 | 4          | 上輩子的情人？           | 1.34     | 1    | 0.83                               |                           |
| 2013年12月1日  | 5          | 為了唯一的愛             | 1.28     | 1    |                                    |                           |
| 2013年12月8日  | 6          | 原來一切才正要開始！     | 1.70     | 1    |                                    |                           |
| 2013年12月15日 | 7          | 我的Bliss手鍊！          | 2.10     | 1    | 1.11                               |                           |
| 2013年12月22日 | 8          | 幸運的女孩？             | 2.11     | 1    |                                    |                           |
| 2013年12月29日 | 9          | 妳的人生，掌握在妳手上！ | 2.02     | 1    |                                    |                           |
| 2014年1月5日   | 10         | 原來，救我的人是妳！     | 2.58     | 1    |                                    |                           |
| 2014年1月12日  | 11         | 把妳的幸福還給妳！       | 2.53     | 1    |                                    |                           |
| 2014年1月19日  | 12         | 你是我的陸希唯！         | 2.05     | 1    |                                    | 中華電信MOD即日起同步播出 |
| 2014年1月26日  | 13         | 你就是我的前男友         | 2.55     | 1    |                                    |                           |
| 2014年2月2日   | 14         | 離不開，就鼓起勇氣愛！   | 1.84     | 1    |                                    |                           |
| 2014年2月9日   | 15         | 海琳，我愛妳！           | 2.47     | 1    |                                    |                           |
| 2014年2月16日  | 16         | 把妳從命運手裡搶回來！   | 1.84     | 1    |                                    |                           |
| 2014年2月23日  | 17         | 歡迎，來到生與死的交界。 | 1.91     | 1    |                                    |                           |
| 2014年3月2日   | 18         | 讓妳重新愛上我           | 1.62     | 1    |                                    |                           |
| 2014年3月9日   | 19         | 不要走好嗎？             | 1.39     | 1    |                                    |                           |
| 2014年3月16日  | 20         | 妳愛上陸希唯了嗎？       | 1.34     | 1    |                                    |                           |
| 2014年3月23日  | 21         | 沒有人能搶走的愛         | 1.21     | 1    |                                    |                           |
| 2014年3月30日  | 22         | 我愛的，是你的靈魂       | 1.69     | 1    |                                    | 感動最終回                |
| 平均收視率     | 平均收視率 | -                        | 1.76     | -    | -                                  | -                         |

- 同時段節目：中視《女王的誕生／我的窮爸爸／我的富爸爸／主君的太陽》、華視《回家／我們的那首歌／A咖的路》、民視《我愛你愛你愛我／愛情ATM／真愛配方》
- 由AC尼尔森調查，調查範圍是四歲以上收看電視之觀眾。

## 獎項

### 2013華劇大賞
| 年份   | 獲提名                         | 獎項                       | 結果 |
| ------ | ------------------------------ | -------------------------- | ---- |
| 2013年 | 姚元浩 (本劇飾演：陸希唯)      | 新浪微博人氣獎             | 提名 |
| 2013年 | 姚元浩、魏蔓(本劇飾演：徐海琳) | 最佳催淚獎                 | 提名 |
| 2013年 | 姚元浩、魏蔓                   | 最佳螢幕情侶獎             | 提名 |
| 2013年 | 姚元浩、魏蔓                   | 最佳接吻獎                 | 提名 |
| 2013年 | 姚元浩                         | 海外最受歡迎獎             | 提名 |
| 2013年 | 姚元浩                         | 最佳男演員獎               | 提名 |
| 2013年 | 魏蔓                           | 最佳女演員獎               | 提名 |
| 2013年 |                                | 觀眾票選最受歡迎戲劇節目獎 | 提名 |

## 製作團隊
- 監製：潘逸群、謝禮如
- 製作人：安景鴻
- 編劇：梁蘊如、蘭井街、洪立妍
- 助理監製：林承鴻、林歆捷
- 企劃：楊秉儒
- 宣傳：宋美玲、陳靖波
- 導演：王明台（第1－9集）
  - 許珮珊（第10－11集）
  - 郝心翔（第12－22集）
- 執行製作人：陳榮謙
- 製作公司：天億兄弟影音傳媒股份有限公司
- 監製公司：三立電視股份有限公司

## 新聞
- 魏蔓搶救姚元浩「玩穿越」　見面被虧：很不熟！（页面存档备份，存于）
- 魏蔓兩戲對打 真愛首映尷尬快閃
- 魏蔓首挑偶像劇大樑遭疑「扛不起」　抬吳尊、宥勝護航 （页面存档备份，存于）
- 2女搶愛姚元浩爆火藥味！　王思平偷掐魏蔓鬧不和 （页面存档备份，存于）
- 魏蔓「回到愛」虐心戲哭腫眼　笑稱：眼淚沒有極限（页面存档备份，存于）

## 外部連結
- 官方网站－三立
- 官方网站－台視
- 官方网站－東森[永久]
- 官方网站－香港無綫電視
- 回到愛以前的Facebook專頁

| 臺灣 台視主頻、台視HD台 每週日 22:00 - 23:30 | 臺灣 台視主頻、台視HD台 每週日 22:00 - 23:30 | 臺灣 台視主頻、台視HD台 每週日 22:00 - 23:30 |
| -------------------------------------------- | -------------------------------------------- | -------------------------------------------- |
|                                              | 回到愛以前 （2013年11月3日－2014年3月30日）  |                                              |
| 真愛黑白配 （2013年6月9日－2013年10月27日）  | 愛上兩個我 （2014年4月6日－2014年8月17日）   |                                              |

| 臺灣 三立都會台 每週六 22:00 - 23:30           | 臺灣 三立都會台 每週六 22:00 - 23:30        | 臺灣 三立都會台 每週六 22:00 - 23:30       |
| ---------------------------------------------- | ------------------------------------------- | ------------------------------------------ |
|                                                | 回到愛以前 （2013年11月9日－2014年4月5日）  |                                            |
| 真愛黑白配 （2013年6月15日－2013年11月2日）    | 愛上兩個我 （2014年4月12日－2014年8月23日） |                                            |
| 臺灣 三立戲劇台 每週日 18:00 - 19:30           |                                             |                                            |
| －                                             | 回到愛以前 （2015年8月2日－2015年12月27日） | 料理高校生 （2016年1月3日－2016年5月29日） |
| 每週日 22:30 - 24:00                           |                                             |                                            |
| 噗通噗通我愛你 （2018年2月18日-2018年5月27日） | 回到愛以前 （2018年6月3日－2018年10月28日） | 真愛黑白配 （2018年11月4日－201年月日）    |

| 臺灣 東森戲劇台 每週日 20:30 - 22:00        | 臺灣 東森戲劇台 每週日 20:30 - 22:00        | 臺灣 東森戲劇台 每週日 20:30 - 22:00 |
| ------------------------------------------- | ------------------------------------------- | ------------------------------------ |
|                                             | 回到愛以前 （2013年11月10日－2014年4月6日） |                                      |
| 真愛黑白配 （2013年6月16日－2013年11月3日） | 愛上兩個我 （2014年4月13日－2014年8月24日） |                                      |

| 马来西亚 Astro双星 每週一至週五 22:30 - 23:30                           | 马来西亚 Astro双星 每週一至週五 22:30 - 23:30 | 马来西亚 Astro双星 每週一至週五 22:30 - 23:30 |
| ----------------------------------------------------------------------- | --------------------------------------------- | --------------------------------------------- |
|                                                                         | 回到愛以前 （2014年4月21日－2014年6月6日）    |                                               |
| 女王的誕生 （2014年3月5日－2014年4月18日）                              | 我的自由年代 （2014年6月9日－2014年8月12日）  |                                               |
| 马来西亚 Astro双星、Astro双星HD 每週日至週四 10:00 - 12:00              |                                               |                                               |
| 真愛找麻煩 （2015年6月23日－2015年8月19日）                             | 回到愛以前 （2015年8月19日－2015年9月13日）   | 两个爸爸 （2015年9月14日－2015年11月5日）     |
| 2016年11月13日 15:00 - 17:00（2集连播） 每週日 14:00 - 17:00（3集连播） |                                               |                                               |
| 爱情公寓4 （2016年9月18日－2016年11月13日）                             | 回到爱以前 （2016年11月13日－2017年1月29日）  | 未定                                          |

| 新加坡 星和都會台 每週六 20:00 - 21:30       | 新加坡 星和都會台 每週六 20:00 - 21:30      | 新加坡 星和都會台 每週六 20:00 - 21:30 |
| -------------------------------------------- | ------------------------------------------- | -------------------------------------- |
|                                              | 回到愛以前 （2014年4月26日－2014年9月20日） |                                        |
| 真愛黑白配 （2013年11月30日－2014年4月19日） | 愛上兩個我 （2014年9月27日－2015年2月7日）  |                                        |

| 香港 無綫網路電視煲劇1台 每週一至週五 14:00 - 14:45                                                       | 香港 無綫網路電視煲劇1台 每週一至週五 14:00 - 14:45 | 香港 無綫網路電視煲劇1台 每週一至週五 14:00 - 14:45 |
| --- | --------------------------------------------------- | --------------------------------------------------- |
| | 回到愛以前 （2014年7月23日－2014年9月9日）          |                                                     |
| 愛情急整室 （2014年6月25日－2014年7月22日）                                                               | 愛上兩個我 （2014年9月10日－2014年10月23日）        |                                                     |
| 香港 高清翡翠台 每週六至週日 11:00 - 13:00及23:55 - 02:00 · 9月12日 12:00 - 13:00及23:55 - 01:00          |                                                     |                                                     |
| 步步驚情（配音版） （2015年2月28日－2015年7月11日）                                                       | 回到愛以前 （2015年7月12日－2015年9月12日）         | 虎媽貓爸 （2015年9月13日－2016年2月21日）           |
| 香港 無綫電視J5 每週一至週五 07:00 - 08:00及18:00 - 19:00 · 4月13日及4月14日 07:00 - 08:00及17:30 - 18:30 |                                                     |                                                     |
| 風中奇緣 （2017年1月12日－2014年3月1日）                                                                  | 回到愛以前 （2017年3月2日－2017年4月19日）          | 食在好源頭 （2017年4月20日－2017年5月5日）          |